# Cinematografia Keller-Dorian
La cinematografia Keller-Dorian è stata una tecnica cinematografica francese degli anni venti usata per girare film a colori, usando un processo lenticolare per separare i colori rossi, verdi e blu e registrarli su un singolo fotogramma di film in bianco e nero.
Il sistema è stato utilizzato per filmare diverse scene di Napoleone di Abel Gance (1927) e de La donna e il burattino di Jacques de Baroncelli (1928).
Questo processo è stato anche utilizzato da Eastman Kodak per il processo cinematografico Kodacolor, introdotto nel 1928, primo processo di pellicola cinematografica da 16 mm in quell'epoca.
Verso il 1929 Ludwig Blattner acquistò i diritti per l'uso al di fuori degli Stati Uniti, fu allora conosciuto come il processo Blattner Keller-Dorian.